# 리기코구
리기코구(에스토니아어: Riigikogu)는 에스토니아의 단원제 입법부이다. 에스토니아는 의원내각제 국가로서 의회에서 에스토니아 총리를 임명하여 에스토니아 정부를 수립하게 된다. 그런 한편으로 대통령제도 시행되어 의회 특별선거인단에 의한 간접선거로 에스토니아 대통령을 선출한다. 이때 대통령 선출 선거는 의회 선거인단 단독으로 처리되거나, 지방정부 대표가 함께 참여하기도 한다.
입법부로서 통상적인 입법 절차를 수행하는 것은 물론, 에스토니아 대법원장 등의 고위공무직을 임명하는 권한을 지니고 있다. 또 군사적·소유적 의무를 부과하고 현행법 개정을 수반하는 조약을 비준하는 한편, 에스토니아 정부가 제출한 국가예산을 법으로 제정하고 행정부를 감독한다.

## 역사

### 태동기
1919년 4월 23일 에스토니아 제헌의회가 개원하면서 에스토니아 의회가 탄생하였다. 1920년 에스토니아 헌법에 따라 수립된 에스토니아 의회는 의원 100인으로 구성되었으며 임기는 3년이었다. 총선은 의회 3년차 되는 해의 5월 첫째주 일요일에 치르는 것으로 고정되었다. 첫 총선은 1920년에 치러졌으며, 1923년부터 1932년까지 총 네 차례의 총선이 이어서 치러졌다. 지역구 단위에 따라 비례대표제로 의원이 선출되었으며, 처음 두 총선에서는 최소득표율을 설정하지 않았으나 1926년 총선부터 2%의 최소득표율 적용하게 되었다. 당시 국회의사당으로는 톰페아성이 사용되었는데, 중세시대에 지어진 기존의 성 안뜰에 1922년 표현주의 양식으로 새로 지어진 건물이었다.
1933년 제헌헌법 개정안이 국민투표로 통과되고, 국가원수에게 보다 강력한 행정권이 부여되었다. 이듬해 1934년 콘스탄틴 패츠는 해당 권한을 사용하여 에스토니아 의회를 해산하고, 쿠데타 혐의를 면하기 위해 계엄령을 선포하였다. 1937년 2차 개헌이 국민투표로 통과되면서 국민의회 (Riigivolikogu)와 국가의회 (Riiginõukogu)의 이원화된 입법부로 재편되었다. 이듬해 치러진 1938년 에스토니아 총선은 집권당과 무소속 개인 후보만 출마할 수 있는 형태로 치러졌다.
제2차 세계 대전이 발발한 뒤 1940년, 독소 불가침 조약에 따른 소련의 발트3국 점령으로 에스토니아가 소련의 지배를 받으면서 리기코구는 완전 해산되었다. 1941년 나치 독일의 점령과 1944년 소련의 발트3국 수복 이래 1991년 소련 해체까지, 약 50년 간 리기코구는 소집되지 않았으며 리기코구가 쓰던 톰페아성은 에스토니아 소비에트 사회주의 공화국 최고회의 건물로 사용되었다.

### 자주권 회복 이후
소련 해체로 에스토니아가 자주권을 회복한 지 1년 뒤인 1992년 여름 제3차 에스토니아 헌법이 제정되었다. 1992년 헌법은 1920년과 1938년 헌법의 각 조항을 절충하였으며, 오늘의 에스토니아는 신생 독립국이 아닌 1920년부터 1940년까지 존재했던 에스토니아국을 계승하고 있음을 분명히 밝하고 있다. 같은해 9월에는 리기코구 복원을 위한 총선이 실시되었으며, 101인의 의원이 선출되어 단원제의 리기코구가 개원하게 되었다. 가장 최근에 치러진 총선은 2019년 3월 3일 총선이다.
리기코구의 선거제도는 변형 비례대표제를 채택하고 있다. 5%의 전국 득표율 조항을 두며, 동트식을 채택하되 나눗수를 0.9의 거듭제곱으로 상향조정하였다. 이러한 변동은 일반적인 형태의 동트 수식보다 더 불균형된 수치를 산출한다.